# Kirschsaft
Kirschsaft ist ein Fruchtsaft, der in der Regel aus Sauerkirschen gewonnen wird.
Umgangssprachlich bezeichnet man den im Handel angebotenen Fruchtnektar aus Fruchtmark, Direktsaft oder Fruchtsaftkonzentrat als Kirschsaft. Da der Direktsaft von vielen als unangenehm bzw. ungenießbar empfunden wird, wird er mit Wasser verdünnt und ggf. mit Süßungsmitteln abgestimmt. Als Muttersaft wird er in geringen Umfang direkt konsumiert. Ebenso bezeichnet man die Kochflüssigkeit von Kompott als Saft, obwohl dabei keine Früchte entsaftet werden.
Wegen der Vielfalt der Produkte sind keine exakten Inhaltsangaben möglich. Der physiologische Brennwert von Fruchtnektar beträgt ca. 230 kJ/100 g (55 kcal/100 g). Der Gehalt von Kohlenhydraten liegt bei 13 g/100 g. Fett und Proteine sind nur in sehr geringem Umfang vorhanden. Damit entspricht der Nektar ähnlichen Produkten aus Obst. Für reinen Kirschsaft werden geringere Werte angegeben. Kirschsaft enthält 0,00005 % (500 µg/l) Amygdalin, ein cyanogenes Glycosid, das in Gegenwart von Wasser und dem Enzym β-Glucosidase Blausäure (HCN) abspaltet.
Eine Studie, die von Declan Connolly an der Universität von Vermont durchgeführt und 2006 veröffentlicht wurde, wies auf eine positive Wirkung bei Mikroverletzungen der Muskelfasern (Muskelkater) von Sportlern hin.